# 模式口老爷庙
模式口老爷庙，位于北京市石景山区模式口大街西侧，是一座汉传佛教寺院。

## 简介
模式口老爷庙在模式口大街路北西侧临街，坐北朝南，在慈祥庵东南方，紧邻慈祥庵及田义墓，过去隶属慈祥庵。模式口老爷庙始建自明朝，太监温祥创建。石景山区高井出土的永公塔院碑载，承恩寺有两座下院即慈祥庵、翠云庵。清朝大修。1958年第一次文物普查的资料显示，此庙木匾上题“亘古一人”，可见此庙为关帝庙，当时模式口老爷庙有：南房五间，小式硬山元宝顶；正殿三间，大式硬山顶，杂色琉璃筒瓦，旋子彩画，黄琉璃大调脊，绿琉璃大吻垂兽，五小兽。文化大革命期间遭到拆改，尚存部分建筑。南房、东房被拆改为药店。2015年，北京市财政投资100万元修缮正殿及西配殿。2016年3月28日，模式口老爷庙被石景山区文化委员会列为北京市石景山区普查登记文物。